# Money Trend
Money Trend war ein deutschsprachiges numismatisches Magazin der Moneytrend Verlagsgesellschaft mbH. Die letzte Ausgabe war das Aprilheft 2020. Zuletzt wurde in Deutschland ein Preis von 12 Euro pro Heft festgesetzt.

## Aufbau und Inhalt
Das Magazin erschien seit 1969 Im Löpfe-Benz Verlag in Rorschach (Schweiz) und umfasste ca. 160 bis 170 Seiten. Im Jahr 1996 wurde die Zeitschrift von einem in Wien ansässigen Verleger übernommen. Zu dieser Zeit soll die monatliche Auflage noch bei 8000 Exemplaren gelegen haben.
Es wurden diverse Leserfragen beantwortet, z. B. wie man eine Reichsgoldmünze auf Echtheit überprüfen kann, und über aktuelle Ereignisse berichtet. Unter anderem wurden diverse Auktionen mit Bildern präsentiert. Es konnten auch Kleinanzeigen aufgeben werden. Außerdem nahm Werbung von Auktionen und Münzhändlern großen Raum ein.
Berichtet wurde hauptsächlich über Münzen aus den folgenden Gebieten:
- Kaiserreich + (Reichsilber und Reichsgold)
- Deutsche Kolonien (Deutsch-Ostafrika, Kiautschou, Tabora, Deutsch-Neuguinea)
- Deutsche Nebengebiete (Königreich Belgien, Stadt Danzig, Saarland usw.)
- Weimarer Republik
- Drittes Reich
- Deutsche Demokratische Republik (DDR)
- Bundesrepublik Deutschland (BRD)
- Österreich ab 1851
- Österreich-Ungarn (Doppelmonarchie) ab 1848
- Schweiz
- Liechtenstein